# 436
Năm 436 là một năm trong lịch Julius.